# JBL
JBL es una compañía de audio y electrónica estadounidense bajo el mando de Harman International Industries que se fundó en 1946 por James Bullough Lansing. Sus principales productos son altavoces y cualquier tipo de electrónicos asociados. Existen dos divisiones independientes dentro de la compañía; JBL CONSUMER (productos para el hogar) y JBL PROFESSIONAL (productos para audio profesionales). Al principio solo se producían equipos de audio para el hogar, pero después se empezaron a producir productos para estudio, equipo portátil, sonido para viaje, y productos de cinematografía. 
James B. Lansing fundó JBL un año después de dejar la compañía Altec Lansing en donde desempeñaba el cargo de vicepresidente de ingeniería en 1947. Inicialmente diseñaba series de altavoces y componentes que eran principalmente para uso casero. Uno de sus principales componentes era el D130; un altavoz de 15" y bobina de 4", la cual en sus variantes se sigue produciendo 55 años después.
James Lansing era un destacado e innovador ingeniero, pero no era bueno para los negocios, como resultado de negocios y una vida quebrada se suicidó el 29 de septiembre de 1949. La compañía quedó en manos de Bill Thomas, el vicepresidente de JBL en ese entonces. Thomas fue el responsable de revitalizar la empresa y tener un periodo de levantamiento durante las siguientes 2 décadas. Durante este tiempo, JBL ganó mucha reputación por sus productos de muy buena calidad. Dos de los productos de esa época, el Hartsfield y el Paragon, son muy deseados por los grandes coleccionistas.
En 1969, Bill Thomas Vendió JBL a Jervis Corporation (después llamada Harman International) dirigida por el doctor Sidney Harman. Los años setenta vieron a JBL convertirse en una empresa de clase mundial, iniciando con el famoso L-100 que ha sido el modelo de altavoz más vendido por cualquier compañía hasta la fecha. Los años 70 también vieron una mayor expansión de JBL en el campo del audio profesional a partir de sus monitores para estudio de grabación. Al final de esa década la mayoría de los estudios de grabación en los Estados Unidos usaban los monitores JBL, más que los de toda la competencia junta. los JBL L-100 y 4310 monitores con control fueron los principales componentes de un equipo de audio casero. en los años 80 el L-100, 4312 y otros productos fueron renovados con unos drivers de lámina para los medios y los graves y un agudo con un diafragma de titanio. Estos altavoces caseros fueron trasladados al sistema de audio profesional cambiando únicamente la forma de las cajas para que funcionaran mejor.
JBL se usa en los vehículos de la compañía Ford y es uno de los mejores sistemas de car-audio, similar a Chrysler con Infinity (audio), y Nissan con Bose Corporation. Hoy en día, Toyota usa sistemas JBL en sus productos de línea.
Actualmente JBL se considera la mejor industria en equipos de sonido, fabricando todo tipo de altavoces pequeños y grandes, trompetas etc. Sus altavoces son muy utilizados en el mundo del tunning car, proporcionando sonido a miles de personas.